# Teuffenthal
Teuffenthal är en ort och kommun i distriktet Thun i kantonen Bern, Schweiz. Kommunen har 164 invånare (2023).